# Alfons Stadelmann
Alfons Stadelmann (* 12. März 1921 in Alberschwende; † 12. September 1996 in Dornbirn) war ein österreichischer Politiker (ÖVP) und Schlosser. Er war von 1964 bis 1984 Abgeordneter zum Vorarlberger Landtag. 

## Ausbildung und Beruf
Stadelmann besuchte zwischen 1927 und 1935 die Volksschule Alberschwende und war in der Folge als Hirtenbub in Schwaben und der Schweiz sowie in der Landwirtschaft tätig. 1939 begann er eine Lehre als Schlosser, die er im Frühjahr durch seinen Kriegseinsatz im Zweiten Weltkrieg unterbrechen musste. Zwischen 1944 und 1945 setzte er seine Lehre fort. Er wurde 1945 Schlosser bei Maschinenbaufirma Schelling & Co. in Schwarzach und stieg 1950 zum Abteilungsleiter auf. Er bildete sich durch Kurse zwischen 1959 und 1960 an der katholischen Sozialakademie in Wien fort und wurde 1981 pensioniert.

## Politik und Funktionen
Neben seinem Beruf war Stadelmann lange Zeit gewerkschaftlich aktiv und wirkte von 1949 bis 1951 sowie von 1957 bis 1975 als Betriebsratsobmann. Zudem war er Mitglied des ÖGB-Landesexekutive Vorarlberg, ab 1958 Mitglied der Landesleitung der Gewerkschaft der Metall- und Bergarbeiter sowie von 1957 bis 1974 Kammerrat der Vorarlberger Arbeiterkammer. Lokalpolitisch war er vom 7. Mai 1960 bis zum 5. Mai 1975 Mitglied der Gemeindevertretung Dornbirn, wobei er ab 30. April 1970 als Stadtrat die Referate Schulen und Kindergärten sowie Raumplanung führte.
Alfons Stadelmann wurde am 29. Oktober 1964 als Abgeordneter des Wahlbezirkes Feldkirch im Vorarlberger Landtag angelobt, dem er bis zum 5. November 1984 angehörte. Ab 1969 war er jedoch Abgeordneter des Wahlbezirkes Dornbirn. Er gehörte ab 1960 der Österreichischen Volkspartei und dem ÖAAB an, wobei er Mitglied im Landesgruppenvorstand und des Landespräsidiums des ÖAAB Vorarlberg und ab 1978 Obmann des ÖAAB Ortsgruppe Dornbirn war. In der ÖVP hatte er von 1964 bis 1989 die Funktion eines Mitglieds der Landesparteileitung der ÖVP Vorarlberg inne, zudem war er von 1964 bis 1969 Mitglied des Landesparteirates. 

## Privates
Stadelmann war der Sohn eines Zimmermanns und heiratete 1962 Herlinde Winsauer. Er war Vater zweier Töchter und eines Sohnes, die zwischen 1964 und 1971 geboren wurden. 

## Auszeichnungen
- Silbernes Ehrenzeichen des Landes Vorarlberg (1985)
- Verdienstzeichen der Stadt Dornbirn (1992)
- Ehrenzeichen der VOGEWOSI (1985)